# 袁炜
袁炜（1508年—1565年），字懋中，號元峰，浙江宁波府慈谿县（今属余姚市）人，明朝政治人物，官至戶部尚書、建極殿大學士。卒謚文榮。

## 生平
嘉靖十六年（1537年）乡试第二（經魁）。嘉靖十七年（1538年）聯捷会试第一（會元），殿试又高中第三（探花），年31岁，授翰林院编修。是年，其父袁汝舟卒，守制還。二十二年起復原职，二十三年同考會試，二十四年充纂修會典官，二十六年充唐府册封副使，二十八年九載秩滿，遷侍講。三十年以疾賜告歸，丁繼母張夫人憂。三十四年起復，八月主考順天鄉試。三十五年二月擢爲侍講學士。
袁炜性行不羁，为官果敢，曾被御史包孝弹劾，“帝宥不罪”。嘉靖三十五年（1556年）嘉靖帝特立袁炜为南京翰林院侍讲学士，不久又拜为礼部右侍郎兼原官；第二年，即“加太子宾客兼学士，赐仙鹤一品服”。嘉靖三十九年（1560年）进左侍郎，逾年二月改吏部左侍郎，三月进礼部尚书兼翰林院学士，加太子少保，参与朝廷机务。袁炜自登科后六年中即进宫保、尚书，有明一代无他。
袁炜后来又任太子太保、户部尚书，兼武英殿大学士，主持四十二年壬戌科禮部會試，四十三年累加少傅兼太子太傅，建極殿大学士。四十四年三月因病回籍，舟至安山驿而卒，年五十八，加贈少師，谥文荣。

## 事跡
袁煒以鄉舉第二，登嘉靖戊戌會元，殿試又中探花，刻一印記曰：「天下一二三人」，向來無人能對。

## 墓葬

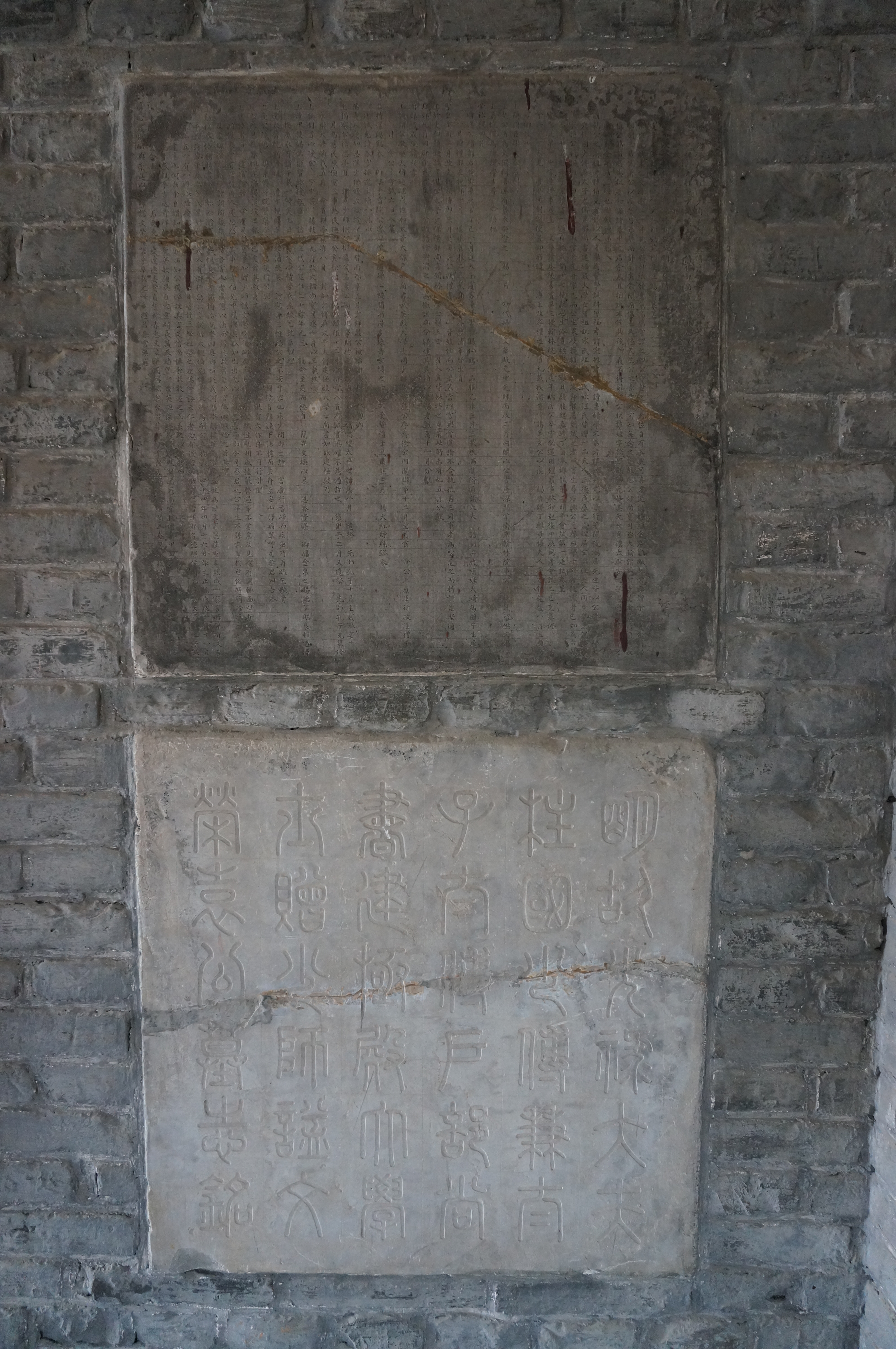
袁炜墓志铭，现藏于余姚朱舜水纪念馆碑林。

袁炜墓位于今余姚市陆埠镇袁马村西首的三峰山上，原墓道两侧各有石羊、石马、石龟一只和翁仲一对，中有享堂。1968年5月遭破坏，现仅存荷花池和仙桥。墓中文物有墓志铭、墓志铭盖、银锭、玉銙带片、银簪、玉簪、鎏金银帽饰、玛瑙发冠、青花小瓷盅等31件，现大多陈列于余姚博物馆。

## 著作
袁炜善文章，尤擅作词，与李春芳、严讷、郭朴有“青词宰相”之诮。
世宗一猫死，命儒臣撰词紀念。袁炜词中有“化狮作龙”语，帝大喜。
著作有诗集八卷、《明史艺文志》传于世。

## 家族
曾祖袁完。祖袁璼。父袁汝舟，號端居先生。母汪氏，继母张氏。具庆下。兄袁炤、袁焕。弟袁灼。